# Sans toi je n'ai plus rien

Sans toi je n'ai plus rien (Bei Dir war es immer so schön}) est un film allemand réalisé par Hans Wolff en 1954.

## Fiche technique
- Titre original : Bei Dir war es immer so schön
- Production : Fono-Film Gmbh (Hambourg)
- Scénario et dialogues : Hans Rameau
- Directeur de la photographie : Hans Schneeberger

## Distribution
- Heinz Drache : Peter Martens, un jeune compositeur de chansons très doué
- Ingrid Stern : Elisabeth Hannemann, la fille d'un industriel, douée pour le chant, qui l'épouse
- Georg Thomalla : Karlchen Holler, un parolier de chansons
- Willy Maertens : monsieur Hannemann, le père industriel d'Elisabeth
- Grethe Weiser : tante Martha
- Zarah Leander : la vedette de cinéma